# Katzensteine

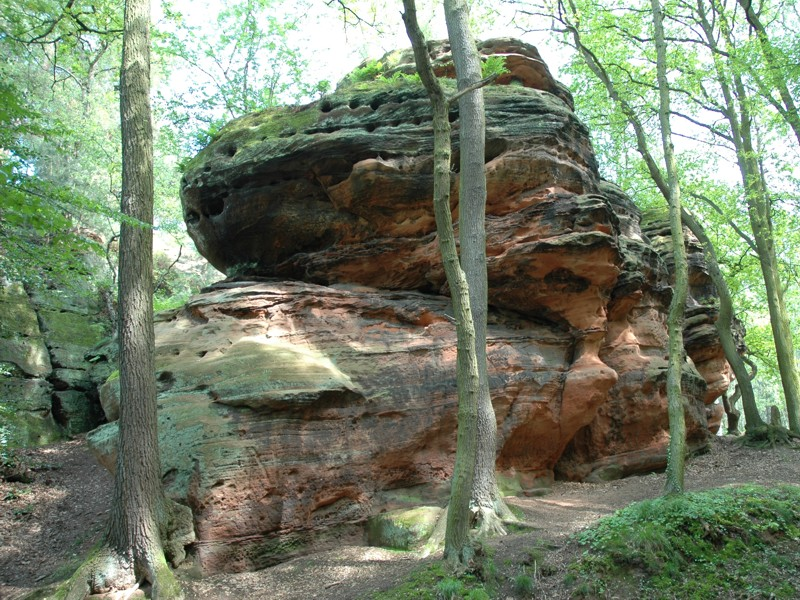
Katzensteine

Die Katzensteine sind eine Felsformation im Veybach-Tal zwischen Mechernich und Satzvey, die bereits seit 1937 unter Naturschutz steht. Die Katzensteine sind ein Buntsandsteinmassiv und liegen unmittelbar an der L 61 zwischen Satzvey und Mechernich, nahe der Ortschaft Katzvey.
Die Felsformation liegt innerhalb des Naturschutzgebiets Katzensteine, das auch einen nordöstlich gelegenen alten Steinbruch und umgebende Waldflächen umfasst.

## Geologie
Die Katzensteine sind Teil eines Buntsandsteinareals, das sich über Mechernich und Kall bis Nideggen erstreckt.
Sie sind bis zu 15 Meter hoch, haben nach Süden, Osten und Westen hin steile Wände und zählen zu den Mittleren Buntsandsteinen.
Auslaugung der Buntsandsteine und Wegspülung des ausgelaugten Materials formten die Katzensteine zu ihrem heutigen Aussehen.
Am Sandstein kann man auch deutlich die Schichtung erkennen, die bei der Ablagerung des Sandes entstanden ist.
Die rote Färbung des Sandsteins entsteht durch feinverteilte Hämatitpartikel (Roteisen).

## Archäologie
H. Löhr führte 1970 und 1971 unterhalb der Katzensteine Ausgrabungen durch. Artefakte aus der Steinzeit belegen, dass sich hier Jäger und Sammler aufgehalten haben, die u. a. Rothirsch, Elch und Reh jagten. Es wurde bei der Ausgrabung auch ein kleiner römischer Steinbruch entdeckt, der seit der 1. Hälfte des 1. Jahrhunderts n. Chr. vielleicht für den Bedarf einer nahegelegenen römischen Villa Rustica betrieben wurde. In 400 m Entfernung von den Katzensteinen fand man Überreste eines kleinen Tempels aus dem 1. Jahrhundert n. Chr., der der Göttin Diana geweiht war und für den man aus dem Buntsandstein der Katzensteine Weihesteine hergestellt hatte.